# أورورا (مغنية)
أورورا أكسينز (بالنرويجية البوكمول: Aurora)‏ (ولدت في 15 يونيو 1996) هي مغنية وكاتبة ومنتجه أغانٍ نرويجية ولدت في ستافنجر بالنرويج وبدات صناعه الموسيقي عندما وجدت بيانو كهربائي قديم في بيتها وبدات بكتابه الالحان عندما كان عمرها 6 سنوات وبدات بكتابه اغانيها الخاصة عندما كان عمرها 9 سنوات وذكرت ليونارد كوهين وبوب ديلان كمؤثرات رئيسيه في موسيقاها. بعد فتره من اكتشاف والديها لكتاباتها طلبو منها الغناء لهم ولكنها رفضت وبدلا من ذلك ذهبت الي الاستوديو وسجلت أول أغنية لها وهي Puppet في ديسمبر 2012 لتعطيها هديه لهم في عيد الميلاد وبعدها قامت بعرضها علي اصدقائها وسجلها احدهم ووضعها علي ساوندكلاود بدون علمها ولاحظها العملاء بسرعه من شركات التسجيل المختلفه في النرويج وتواصلو معها وعرضو عليها ان تكون مغنيه ولكنها رفضت في البداية وبعد سماع والدتها للاغنيه اخبرتها ان اغانيها من الممكن ان تغير حياه الناس وهذا كان سبب قبول اورورا لعرض شركات التسجيل لاحقا. تستطيع اورورا العزف علي البيانو والطبل واله المفاتيح والقيثارة. تشتهر أغانيها بطابع الحزن والاكتئاب وتشتهر أيضا بتناولها لمواضيع مهمه في المجتمع واهمها الحفاظ علي الطبيعة واحترام الاخرين وتقبل المشاعر. قامت بتأدية العديد من الأغاني في برامج حوارية متنوعة في النرويج وشاركت في العديد من المهرجانات حول العالم مثل مهرجان كوتشيلا ولولابالوزا وايضاً بحفل ذا اوسكارز 2019 أغنية into the unknown.

## الألبومات الغنائية
أصدرت البومها القصير الأول في عام 2015 باسم 'Running With The Wolves - EP' ويحتوي على 4 اغان هي
Runaway
Running With The Wolves
In Boxes
Little Boy In The Grass
اصدرت ألبوما الأول في 2016 بأسم «كل شياطيني تحييني كصديق» (بالإنجليزية: all my demons greeting me as a friend)‏ ويحتوي على 16 أغنية وهي
Runaway
Conqueror
Running With the Wolves
Lucky
Winter Bird
I Went Too Far
Through The Eyes Of A Child
Warrior
Murder Song (5, 4, 3, 2, 1)
Home
Under The Water
Black Water Lilies
Half The World Away
Murder Song (5, 4, 3, 2, 1) [Acoustic]
Nature Boy (Acoustic)
Wisdom Cries
Running With The Wolves (Pablo Nouvelle Remix)
وأصدرت البومها القصير الثاني في العام 2018 باسم 'Infections Of A Different Kind – Step 1' ويحتوي على ثمان أغنيات، هي:
- Queendom
- Forgotten Love
- Gentle Earthquakes
- All Is Soft Inside
- It Happened Quiet
- Churchyard
- Soft Universe
- Infections Of A Different Kind
- وفي عام 2019 اصدرت البومها الثاني باسم 'A Different Kind of Human (Step II)' ويحتوي على 11 أغنية هي:
- The River
- Animal
- Dance On The Moon
- Daydreamer
- Hunger
- Soulless Creatures
- In Bottles
- A Different Kind Of Human
- Apple Tree
- The Seed
- Mothership

## الأغاني المفردة
- «الدمية» (Puppet)  (2012)
- «الصحوة» (Awakening) (2013)
- «تحت النجوم» (Under Stars) (2014)
- «علاج لي» (Cure For Me)  (2021)

## روابط خارجية
- أورورا على موقع IMDb (الإنجليزية)
- أورورا على موقع ميوزك برينز (الإنجليزية)
- أورورا على موقع أول ميوزيك (الإنجليزية)
- أورورا على موقع ديسكوغز (الإنجليزية)
- أورورا على موقع ديسكوغز (الإنجليزية)
- أورورا على موقع قاعدة بيانات الفيلم (الإنجليزية)